# Croix de la Belle Place
La croix de la Belle Place est une croix de chemin en granit du XVe siècle situé à Plémy dans le département des Côtes-d'Armor en  région Bretagne en France. Elle a été inscrite monument historique le 17 septembre 1964.
Elle est située en bordure de la RD 35 reliant Plougrescrant à Penvénan.
La croix plate monolithique repose sur deux socles quadrangulaires. 